# Lista de primeiros-ministros da Síria
Esta é uma lista de primeiros-ministros da Síria desde 1920.

## Lista de Titulares do Cargo

### Syria (1920–1958)
| No.                                                  | Retratro                    | Nome (Nasc.–Morte)                                  | Mandato                     | Mandato                     | Mandato                     | Partido Político                  | Partido Político            | Nota(s) |
| No.                                                  | Retratro                    | Nome (Nasc.–Morte)                                  | Assunção ao cargo           | Saída do cargo              | Tempo no cargo              | Partido Político                  | Partido Político            | Nota(s) |
| Reino Árabe da Síria (1920)                          | Reino Árabe da Síria (1920) | Reino Árabe da Síria (1920)                         | Reino Árabe da Síria (1920) | Reino Árabe da Síria (1920) | Reino Árabe da Síria (1920) | Reino Árabe da Síria (1920)       | Reino Árabe da Síria (1920) | Reino Árabe da Síria (1920) |
| ---------------------------------------------------- | --------------------------- | --------------------------------------------------- | --------------------------- | --------------------------- | --------------------------- | --------------------------------- | --------------------------- | --- |
| 1                                                    |                             | Rida Pasha al-Rikabi رضا باشا الركابي (1864–1943)   | 9 de Março de 1920          | 3 de Maio de 1920           | 55 dias                     | Independente                      | Independente                | Anteriormente Governador Militar na Administração do Território Inimigo Ocupado (1 de Outubro de 1918 – 14 de Dezembro de 1919)                 |
| —                                                    |                             | Hashim al-Atassi هاشم الأتاسي (1875–1960)           | 3 de Maio de 1920           | 25 de Julho de 1920         | 83 dias                     | Independente                      | Independente                | |
| 2                                                    |                             | Aladdin Al-Droubi علاء الدين الدروبي (1870–1920)    | 26 de Julho de 1920         | 21 de Agosto de 1920        | 26 dias                     | Independente                      | Independente                | |
| 3                                                    |                             | Jamil al-Ulshi جميل الألشي (1883–1951)              | 6 de Setembro de 1920       | 30 de Novembro de 1920      | 85 dias                     | Independente                      | Independente                | |
| Estado da Síria (sob o Mandato Frances; 1925–1930)   |                             |                                                     |                             |                             |                             |                                   |                             | |
| 4                                                    |                             | Subhi Bey Barakat صبحي بك بركات الخالدي (1889–1939) | 26 de Janeiro de 1925       | 21 de Dezembro de 1925      | 329 dias                    | Independente                      | Independente                | |
| —                                                    |                             | Taj al-Din al-Hasani تاج الدين الحسني (1885–1943)   | 29 de Dezembro de 1925      | 6 de Janeiro de 1926        | 8 dias                      | Independente                      | Independente                | |
| 5                                                    |                             | Ahmad Nami أحمد نامي (1873–1962)                    | 27 de Abril de 1926         | 9 de Fevereiro de 1928      | 1 ano, 288 dias             | Independente                      | Independente                | |
| 6                                                    |                             | Taj al-Din al-Hasani تاج الدين الحسني (1885–1943)   | 15 de Abril de 1928         | 14 de Maio de 1930          | 2 anos, 29 dias             | Independente                      | Independente                | |
| Primeira República Síria (1930–1950)                 |                             |                                                     |                             |                             |                             |                                   |                             | |
| (6)                                                  |                             | Taj al-Din al-Hasani تاج الدين الحسني (1885–1943)   | 14 de Maio de 1930          | 19 Novembro de 1931         | 1 ano, 189 dias             | Independente                      | Independente                | |
| 7                                                    |                             | Haqqi al-Azm حقي العظم (1864–1955)                  | 7 Junho de 1932             | 16 Março de 1934            | 1 ano, 282 dias             | Independente                      | Independente                | |
| 8                                                    |                             | Taj al-Din al-Hasani تاج الدين الحسني (1885–1943)   | 16 de Março de 1934         | 22 Fevereiro de 1936        | 1 ano, 343 dias             | Independente                      | Independente                | |
| 9                                                    |                             | Ata Bey al-Ayyubi عطا الأيوبي (1877–1951)           | 22 de Fevereiro de 1936     | 21 de Dezembro de 1936      | 303 dias                    | Independente                      | Independente                | |
| 10                                                   |                             | Jamil Mardam Bey جميل مردم بك (1894–1960)           | 21 de Dezembro de 1936      | 18 de Fevereiro de 1939     | 2 anos, 59 dias             | Bloco Nacional                    |                             | |
| 11                                                   |                             | Lutfi al-Haffar لطفي الحفار (1885–1968)             | 23 de Fevereiro de 1939     | 13 de Março de 1939         | 18 dias                     | Bloco Nacional                    |                             | |
| 12                                                   |                             | Nasuhi al-Bukhari نصوحي البخاري (1881–1961)         | 6 de Abril de 1939          | 9 de Julho de 1939          | 94 dias                     | Independente                      | Independente                | |
| 13                                                   |                             | Khalid al-Azm خالد العظم (1903–1965)                | 4 de Abril de 1941          | 21 de Setembro de 1941      | 170 dias                    | Independente                      | Independente                | |
| 14                                                   |                             | Hassan al-Hakim حسن الحكيم (1886–1982)              | 21 de Setembro de1941       | 19 de Abril de 1942         | 210 dias                    | Independente                      | Independente                | |
| 15                                                   |                             | Husni al-Barazi حسني البرازي (1895–1975)            | 19 de Abril de 1942         | 10 de Janeiro de 1943       | 266 dias                    | Independente                      | Independente                | |
| 16                                                   |                             | Jamil al-Ulshi جميل الألشي (1883–1951)              | 10 de Janeiro de 1943       | 25 de Março de 1943         | 74 dias                     | Independente                      | Independente                | |
| 17                                                   |                             | Ata Bey al-Ayyubi عطا الأيوبي (1877–1951)           | 25 de Março de 1943         | 17 de Agosto de 1943        | 145 dias                    | Independente                      | Independente                | |
| 18                                                   |                             | Saadallah al-Jabiri سعد الله الجابري (1891–1948)    | 19 de Agosto de 1943        | 14 de Outubro de 1944       | 56 dias                     | Bloco Nacional                    |                             | |
| 19                                                   |                             | Fares al-Khoury فارس الخوري (1877–1962)             | 14 de Outubro de 1944       | 1 de Outubro de 1945        | 352 dias                    | Bloco Nacional                    |                             | |
| 20                                                   |                             | Saadallah al-Jabiri سعد الله الجابري (1891–1948)    | 1 de Outubro de 1945        | 17 de Abril de 1946         | 198 dias                    | Bloco Nacional                    |                             | |
| Primeira República Independente da Síria (1946–1950) |                             |                                                     |                             |                             |                             |                                   |                             | |
| (20)                                                 |                             | Saadallah al-Jabiri سعد الله الجابري (1891–1948)    | 17 de Abril de 1946         | 16 Dezembro de 1946         | 243 dias                    | Bloco Nacional                    |                             | |
| —                                                    |                             | Khalid al-Azm خالد العظم (1903–1965)                | 16 December 1946            | 29 December 1946            | 13 dias                     | Independente                      | Independente                | |
| 21                                                   |                             | Jamil Mardam Bey جميل مردم بك (1894–1960)           | 29 de Dezembro de 1946      | 17 Dezembro de 1948         | 1 ano, 354 dias             | Bloco Nacional                    |                             | |
| 22                                                   |                             | Khalid al-Azm خالد العظم (1903–1965)                | 17 December 1948            | 30 March 1949               | 103 dias                    | Independente                      | Independente                | Azm foi derrubado pelo golpe de Estado de março de 1949.                                                                                        |
| 23                                                   |                             | Husni al-Za'im حسني الزعيم (1897–1949)              | 17 de Abril de 1949         | 26 de Junho de 1949         | 70 dias                     | Partido Social Nacionalista Sírio |                             | |
| 24                                                   |                             | Muhsin al-Barazi محسن البرازي (1904–1949)           | 26 de Junho de 1949         | 14 de Agosto de 1949        | 49 dias                     | Independente                      | Independente                | Barazi foi executado após o golpe de Estado de agosto de 1949.                                                                                  |
| 25                                                   |                             | Hashim al-Atassi هاشم الأتاسي (1875–1960)           | 17 de Agosto de 1949        | 24 de Dezembro de 1949      | 129 dias                    | Partido Popular                   |                             | |
| 26                                                   |                             | Nazim al-Qudsi ناظم القدسي (1906–1998)              | 24 de Dezembro de 1949      | 27 de Dezembro de 1949      | 3 dias                      | Partido Popular                   |                             | |
| 27                                                   |                             | Khalid al-Azm خالد العظم (1903–1965)                | 27 de Dezembro de 1949      | 4 de Junho de 1950          | 159 dias                    | Independente                      | Independente                | |
| 28                                                   |                             | Nazim al-Qudsi ناظم القدسي (1906–1998)              | 4 de Junho de 1950          | 5 de Setembro de 1950       | 93 dias                     | Partido Popular                   |                             | |
| Segunda República Síria (1950–1958)                  |                             |                                                     |                             |                             |                             |                                   |                             | |
| (28)                                                 |                             | Nazim al-Qudsi ناظم القدسي (1906–1998)              | 5 de Setembro de 1950       | 27 de Março de 1951         | 203 dias                    | Partido Popular                   |                             | |
| 29                                                   |                             | Khalid al-Azm خالد العظم (1903–1965)                | 27 de Março de 1951         | 9 de Agosto de 1951         | 135 dias                    | Independente                      | Independente                | |
| 30                                                   |                             | Hassan al-Hakim حسن الحكيم (1886–1982)              | 9 de Agosto de 1951         | 13 de Novembro de 1951      | 96 dias                     | Independente                      | Independente                | |
| —                                                    |                             | Zaki al-Khatib زكي الخطيب (1887–1961)               | 13 de Novembro de 1951      | 28 de Novembro de 1951      | 15 dias                     | Partido Popular                   |                             | |
| 31                                                   |                             | Maarouf al-Dawalibi معروف الدواليبي (1909–2004)     | 28 de Novembro de 1951      | 29 de Novembro de 1951      | 1 dia                       | Partido Popular                   |                             | Dawalibi foi derrubado pelo golpe de Estado de 1951.                                                                                            |
| 32                                                   |                             | Fawzi Selu فوزي سلو (1905–1972)                     | 3 de Dezembro de 1951       | 19 de Julho de 1953         | 1 ano, 228 dias             | Militar                           |                             | Selu não tinha poder, o verdadeiro poder estava nas mãos de Adib Shishakli.                                                                     |
| 33                                                   |                             | Adib Shishakli أديب الشيشكلي (1909–1964)            | 19 de Julho de 1953         | 25 de Fevereiro de 1954     | 221 dias                    | Movimento de Libertação Árabe     |                             | Shishakli renunciou ao cargo devido a ameaças de golpe em 1954. Ele fugiu do país, alegando que não queria que o país caísse numa guerra civil. |
| 34                                                   |                             | Sabri al-Asali صبري العسلي (1903–1976)              | 1 de Março de 1954          | 19 de Junho de 1954         | 110 dias                    | Partido Nacional                  |                             | |
| 35                                                   |                             | Said al-Ghazzi سعيد الغزي (1893–1967)               | 19 de Junho de 1954         | 3 de Novembro de 1954       | 137 dias                    | Independente                      | Independente                | |
| 36                                                   |                             | Fares al-Khoury فارس الخوري (1877–1962)             | 3 de Novembro de 1954       | 13 de Fevereiro de 1955     | 102 dias                    | Partido Popular                   |                             | |
| 37                                                   |                             | Sabri al-Asali صبري العسلي (1903–1976)              | 13 de Fevereiro de 1955     | 13 de Setembro de 1955      | 212 dias                    | Partido Nacional                  |                             | |
| 38                                                   |                             | Said al-Ghazzi سعيد الغزي (1893–1967)               | 13 de Setembro de 1955      | 14 de Junho de 1956         | 275 dias                    | Independente                      | Independente                | |
| 39                                                   |                             | Sabri al-Asali صبري العسلي (1903–1976)              | 14 de Junho de 1956         | 22 de Fevereiro de 1958     | 1 ano, 253 dias             | Partido Nacional                  |                             | |

### República Árabe Unida (1958–1961)
| No. | Retrato | Nome (Nasc.–Morte)                                  | Mandato                | Mandato                | Mandato         | Partido Político | Partido Político |
| No. | Retrato | Nome (Nasc.–Morte)                                  | Assunção ao cargo      | Saída do cargo         | Tempo no cargo  | Partido Político | Partido Político |
| --- | ------- | --------------------------------------------------- | ---------------------- | ---------------------- | --------------- | ---------------- | ---------------- |
| 40  |         | Nur al-Din Kahala نور الدين كحالة (1908–1965)       | 7 de Outubro de 1958   | 20 de Setembro de 1960 | 1 ano, 349 dias | União Nacional   |                  |
| 41  |         | Abdel Hamid al-Sarraj عبد الحميد السراج (1925–2013) | 20 de Setembro de 1960 | 16 de Agosto de 1961   | 330 dias        | União Nacional   |                  |

### Síria (1961–presente)
| No.                                                           | Retrato                                                       | Nome (Nasc.–Morte)                                            | Mandato                                                       | Mandato                                                       | Mandato                                                       | Partido Político                                              | Partido Político                                              | Governo                                                       | Notas |
| No.                                                           | Retrato                                                       | Nome (Nasc.–Morte)                                            | Assunção ao cargo                                             | Saída do cargo                                                | Tempo no cargo                                                | Partido Político                                              | Partido Político                                              | Governo                                                       | Notas |
| Segunda República Síria (República Árabe da Síria; 1961–1963) | Segunda República Síria (República Árabe da Síria; 1961–1963) | Segunda República Síria (República Árabe da Síria; 1961–1963) | Segunda República Síria (República Árabe da Síria; 1961–1963) | Segunda República Síria (República Árabe da Síria; 1961–1963) | Segunda República Síria (República Árabe da Síria; 1961–1963) | Segunda República Síria (República Árabe da Síria; 1961–1963) | Segunda República Síria (República Árabe da Síria; 1961–1963) | Segunda República Síria (República Árabe da Síria; 1961–1963) | Segunda República Síria (República Árabe da Síria; 1961–1963) |
| ------------------------------------------------------------- | ------------------------------------------------------------- | ------------------------------------------------------------- | ------------------------------------------------------------- | ------------------------------------------------------------- | ------------------------------------------------------------- | ------------------------------------------------------------- | ------------------------------------------------------------- | ------------------------------------------------------------- | --- |
| 42                                                            |                                                               | Maamun al-Kuzbari مأمون الكزبري (1914–1998)                   | 29 de Setembro de 1961                                        | 20 de Novembro de 1961                                        | 52 dias                                                       | Independente                                                  | Independente                                                  | al-Kuzbari                                                    | Kuzbari assumiu o cargo após o golpe de Estado de 1961, que dissolveu a República Árabe Unida. |
| 43                                                            |                                                               | Izzat al-Nuss عزت النص (1912–1976)                            | 20 Novembro 1961                                              | 14 Dezembro de 1961                                           | 24 dias                                                       | Militar                                                       |                                                               | al-Nuss                                                       | |
| 44                                                            |                                                               | Maarouf al-Dawalibi معروف الدواليبي (1909–2004)               | 22 December 1961                                              | 28 March 1962                                                 | 96 dias                                                       | Partido Pópular                                               |                                                               | al-Dawalibi                                                   | |
| 45                                                            |                                                               | Bashir al-Azma بشير العظَمة (1910–1992)                        | 16 de Abril de 1962                                           | 14 de Setembro de 1962                                        | 151 dias                                                      | Independente                                                  | Independente                                                  | al-Azma                                                       | |
| 46                                                            |                                                               | Khalid al-Azm خالد العظم (1903–1965)                          | 17 de Setembro de 1962                                        | 9 de março de 1963                                            | 173 dias                                                      | Independente                                                  | Independente                                                  | al-Azm                                                        | O golpe de Estado de 1963, um evento conhecido como Revolução de 8 de Março, derrubou Azm e levou o Conselho Nacional do Comando Revolucionário (NCRC) ao governo, embora o poder real estivesse nas mãos do Comitê Militar Ba'ath, que organizou o golpe. |
| Síria Baathistista (República Árabe da Síria; 1963–2024)      |                                                               |                                                               |                                                               |                                                               |                                                               |                                                               |                                                               |                                                               | |
| 47                                                            |                                                               | Salah al-Din al-Bitar صلاح الدين البيطار (1912–1980)          | 9 de Março de 1963                                            | 11 de Maio de 1963                                            | 63 dias                                                       | Partido Baath (Facção Síria)                                  |                                                               | al-Bitar I                                                    | |
| —                                                             |                                                               | Sami al-Jundi سامي الجندي (1921–1996)                         | 11 de Maio de 1963                                            | 13 de Maio de 1963                                            | 2 dias                                                        | Partido Baath (Facção Síria)                                  |                                                               | al-Bitar I                                                    | |
| (47)                                                          |                                                               | Salah al-Din al-Bitar صلاح الدين البيطار (1912–1980)          | 13 de Maio de 1963                                            | 11 de Novembro de1963                                         | 182 dias                                                      | Partido Baath (Facção Síria)                                  |                                                               | al-Bitar II–III                                               | |
| 48                                                            |                                                               | Amin al-Hafiz أمين الحافظ (1921–2009)                         | 12 de Novembro de 1963                                        | 13 de Maio de 1964                                            | 183 dias                                                      | Partido Baath (Facção Síria)                                  |                                                               | al-Hafiz I                                                    | |
| 49                                                            |                                                               | Salah al-Din al-Bitar صلاح الدين البيطار (1912–1980)          | 14 de Maio de 1964                                            | 3 de Outubro de 1964                                          | 142 dias                                                      | Partido Baath (Facção Síria)                                  |                                                               | al-Bitar IV                                                   | |
| 50                                                            |                                                               | Amin al-Hafiz أمين الحافظ (1921–2009)                         | 4 de Outubro de 1964                                          | 22 de Setembro de 1965                                        | 353 dias                                                      | Partido Baath (Facção Síria)                                  |                                                               | al-Hafiz II                                                   | |
| 51                                                            |                                                               | Yusuf Zuayyin يوسف زعيّـن (1931–2016)                          | 22 de Setembro de 1965                                        | 21 de Dezembro de 1965                                        | 90 dias                                                       | Partido Baath (Facção Síria)                                  |                                                               | Zuayyin I                                                     | |
| 52                                                            |                                                               | Salah al-Din al-Bitar صلاح الدين البيطار (1912–1980)          | 1 de Janeiro de 1966                                          | 23 de Fevereiro de 1966                                       | 53 dias                                                       | Partido Baath (Facção Síria)                                  |                                                               | al-Bitar V                                                    | Bitar foi deposto pelo Comitê Militar por causa de seu apoio a Michel Aflaq e ao Comando Nacional do Partido Socialista Árabe Ba'ath. |
| 53                                                            |                                                               | Yusuf Zuayyin يوسف زعيّـن (1931–2016)                          | 1 de Março de 1966                                            | 29 de Outubro de 1968                                         | 2 anos, 242 dias                                              | Partido Baath (Facção Síria)                                  |                                                               | Zuayyin II                                                    | |
| 54                                                            |                                                               | Nureddin al-Atassi نور الدين الأتاسي (1929–1992)              | 29 de Outubro de 1968                                         | 18 de Novembro de 1970                                        | 2 anos, 20 dias                                               | Partido Baath (Facção Síria)                                  |                                                               | al-Atassi                                                     | Atassi foi deposto quando ocorreu um desentendimento entre Salah Jadid, o verdadeiro governante da Síria de 1966 a 1970, e Hafez al-Assad, o Ministro da Defesa. Assad iniciou o Movimento Corretivo em 1970.                                              |
| 55                                                            |                                                               | Hafez al-Assad حافظ الأسد (1930–2000)                         | 21 de Novembro de 1970                                        | 3 de Abril de 1971                                            | 133 dias                                                      | Partido Baath (Facção Síria)                                  |                                                               | al-Assad                                                      | |
| 56                                                            |                                                               | Abdul Rahman Khleifawi عبد الرحمن خليفاوي (1930–2009)         | 3 April 1971                                                  | 21 December 1972                                              | 1 ano, 262 dias                                               | Partido Baath (Facção Síria)                                  |                                                               | Khleifawi I                                                   | |
| 57                                                            |                                                               | Mahmoud al-Ayyubi محمود الأيوبي (1932–2013)                   | 21 December 1972                                              | 7 August 1976                                                 | 3 anos, 230 dias                                              | Partido Baath (Facção Síria)                                  |                                                               | al-Ayyubi                                                     | |
| 58                                                            |                                                               | Abdul Rahman Khleifawi عبد الرحمن خليفاوي (1930–2009)         | 7 August 1976                                                 | 27 March 1978                                                 | 1 ano, 232 dias                                               | Partido Baath (Facção Síria)                                  |                                                               | Khleifawi II                                                  | |
| 59                                                            |                                                               | Muhammad Ali al-Halabi محمد علي الحلبي (1937–2016)            | 27 March 1978                                                 | 9 January 1980                                                | 1 ano, 288 dias                                               | Partido Baath (Facção Síria)                                  |                                                               | al-Halabi                                                     | |
| 60                                                            |                                                               | Abdul Rauf al-Kasm عبد الرؤوف الكسم (Nasc. 1932)              | 9 de Janeiro de 1980                                          | 1 de Novembro de 1987                                         | 7 anos, 296 dias                                              | Partido Baath (Facção Síria)                                  |                                                               | al-Kasm                                                       | |
| 61                                                            |                                                               | Mahmoud Al-Zoubi محمود الزعبي (1935–2000)                     | 1 de Novembro de 1987                                         | 7 de Março de 2000                                            | 12 anos, 127 dias                                             | Partido Baath (Facção Síria)                                  |                                                               | Al-Zoubi                                                      | |
| 62                                                            |                                                               | Muhammad Mustafa Mero محمد مصطفى ميرو (1941–2020)             | 7 de Março de 2000                                            | 10 de Setembro de 2003                                        | 3 anos, 187 dias                                              | Partido Baath (Facção Síria)                                  |                                                               | Mero I–II                                                     | |
| 63                                                            |                                                               | Muhammad Naji al-Otari محمد ناجي عطري (Nasc. 1944)            | 10 de Setembro de 2003                                        | 14 de Abril de 2011                                           | 7 anos, 216 dias                                              | Partido Baath (Facção Síria)                                  |                                                               | Naji al-Otari                                                 | |
| 64                                                            |                                                               | Adel Safar عادل سفر (Nasc. 1953)                              | 14 de Abril de 2011                                           | 23 de Junho de 2012                                           | 1 ano, 70 dias                                                | Partido Baath (Facção Síria)                                  |                                                               | Safar                                                         | |
| 65                                                            |                                                               | Riyad Farid Hijab رياض فريد حجاب (Nasc. 1966)                 | 23 de Junho de 2012                                           | 6 de Agosto de 2012                                           | 44 dias                                                       | Partido Baath (Facção Síria)                                  |                                                               | Hijab                                                         | Desertou para a oposição durante a guerra civil |
| —                                                             |                                                               | Omar Ibrahim Ghalawanji عمر ابراهيم غلاونجي (Nasc. 1954)      | 6 de Agosto de 2012                                           | 9 de Agosto de 2012                                           | 3 dias                                                        | Independente                                                  | Independente                                                  | Hijab                                                         | |
| 66                                                            |                                                               | Wael Nader al-Halqi وائل نادر الحلقي (Nasc. 1964)             | 9 de Agosto de 2012                                           | 3 de Julho de 2016                                            | 3 anos, 329 dias                                              | Partido Baath (Facção Síria)                                  |                                                               | al-Halqi I–II                                                 | |
| 67                                                            |                                                               | Imad Khamis عماد خميس (Nasc. 1961)                            | 3 de Julho de 2016                                            | 11 de Junho de 2020                                           | 3 anos, 344 dias                                              | Partido Baath (Facção Síria)                                  |                                                               | Khamis                                                        | |
| 68                                                            |                                                               | Hussein Arnous حسين عرنوس (Nasc. 1953)                        | 11 de Junho de 2020                                           | 14 de Setembro de 2024                                        | 4 anos, 95 dias                                               | Partido Baath (Facção Síria)                                  |                                                               | Arnous I–II                                                   | |
| 69                                                            |                                                               | Mohammad Ghazi al-Jalali محمد غازي الجلالي (Nasc. 1969)       | 14 de Setembro de 2024                                        | 8 de Dezembro de 2024                                         | 85 dias                                                       | Partido Baath (Facção Síria)                                  |                                                               | al-Jalali                                                     | |
| Período de Transição (2024–presente)                          |                                                               |                                                               |                                                               |                                                               |                                                               |                                                               |                                                               |                                                               | |
| —                                                             |                                                               | Mohammad Ghazi al-Jalali محمد غازي الجلالي (Nasc. 1969)       | 8 de Dezembro de 2024                                         | 10 de Dezembro de 2024                                        | 2 dias                                                        | Independente                                                  | Independente                                                  | Governo de Transição                                          | Serviu como interino até 10 de dezembro, entregando o poder a Mohammed al-Bashir. |
| 70                                                            |                                                               | Mohammed al-Bashir محمد البشير (Nasc. 1983)                   | 10 de Dezembro de 2024                                        | 29 de março de 2025                                           | 109 dias                                                      | Independente                                                  | Independente                                                  | Governo de Transição                                          | Indicado ao cargo de Primeiro-ministro pelo movimento rebelde |
| Cargo abolido (29 de março de 2025 - presente)                |                                                               |                                                               |                                                               |                                                               |                                                               |                                                               |                                                               |                                                               | |